# Aptynty
Aptynty (niem. Aftinten) – osada w Polsce położona w województwie warmińsko-mazurskim, w powiecie kętrzyńskim, w gminie Barciany. W latach 1975–1998 miejscowość administracyjnie należała do województwa olsztyńskiego.

## Historia
Używane nazwy wsi: XIV w. – Abetinten, XVIII w. – Awtinten.
W czasach wielkiego mistrza Wernera von Olsena wymieniane są tu grunty wolnych Prusów o powierzchni dwóch pługów, co odpowiadało 40 morgom staropruskim.
W XVIII w. na terenie majątku funkcjonował młyn wodny i wiatrak. Młyn wodny w Aptyntach założono w pierwszej fazie kolonizacji krzyżackiej. Umieszczono go przy sztucznie wykonanym zalewie, przez nasypanie grobli na przepływającym przez wieś strumieniu łączącym Jezioro Arklickie z rzeką Omet.
W 1890 w Aptyntach uruchomiona została cegielnia. Jej produkcja roczna przed zamknięciem w 1940 r. wynosiła dwa mln szt cegieł.
Pod koniec XIX w Aptyntach prowadzona była wzorcowa pasieka, w systemie pawilonowym. W pasiece organizowano systematycznie kursy dla pszczelarzy z całej prowincji. Szkoła dla pszczelarzy w Aptyntach funkcjonowała do 1939 roku. Teren gminy Barciany znany jest w pszczelarstwie także współcześnie z wysokiej produkcji miodu i licznych pasiek. Potentat pszczelarz z tego rejonu posiada około 700 pni rozmieszczonych w różnych miejscowościach.
Do 1945 roku Aptynty były folwarkiem wchodzącym w skład majoratu hrabiów von Egloffstein z pobliskich Arklit. Po 1945 powstał tu PGR, który przed likwidacją PGR należał jako samodzielny zakład do PPGR Skandawa z siedzibą we Frączkowie. Obecnie majątek ziemski w Aptyntach jest własnością prywatną.
Do sołectwa Aptynty należy Wielewo.